# エドガー・レナード
エドガー・レナード（Edgar Leonard, 1881年6月19日 - 1948年10月7日）は、アメリカ・マサチューセッツ州ウエスト・ニュートン出身の男子テニス選手。フルネームは Edgar Welch Leonard （エドガー・ウェルチ・レナード）という。ハーバード大学卒業。1904年のセントルイス五輪で男子ダブルス金メダル・男子シングルス銅メダルを獲得した選手として知られる。全米選手権でも1904年に男子シングルス・ベスト4進出があり、1903年に全米テニスランキング8位になった。

## 来歴
レナードはハーバード大学に在学中、テニスチームのキャプテンとして活動した。1901年に20歳で全米選手権に初出場し、ここで初のベスト8に入る。1902年、レナードはハーバード大学を全米大学対抗テニス選手権のダブルス優勝に導いた。大学を卒業した1903年、彼は全米テニスランキングで8位に選ばれた。1904年、レナードはセントルイス五輪の男子ダブルスで、同じハーバード大学出身のビールズ・ライトと組んで金メダルを獲得した。この大会では、テニス競技は男子シングルス・ダブルスのみが実施され、女子部門の競技は行われなかった。出場選手も、男子シングルスにエントリーした37名のうち、2名のドイツ人選手以外はすべてアメリカ人選手であり、男子ダブルスは16組のアメリカ人選手のペアで優勝を争った。レナードとライトは、男子ダブルス決勝でアルフォンゾ・ベル＆ロバート・ルロイ組を 6-4, 6-4, 6-2 で破って金メダルを獲得した。男子シングルスでは、レナードは準決勝でルロイに 3-6, 3-6 で敗れた。準決勝敗退選手2名による銅メダル決定戦は行われず、レナードとベルの2人が銅メダリストになった。
セントルイス五輪と同じ1904年、レナードは全米選手権で自己最高の男子シングルス準決勝に進出し、ホルコム・ウォードに 3-6, 4-6, 4-6 のストレートで敗れた。その後は1906年にベスト8がある。全米オープンテニスの男子シングルス抽選表では、1906年を最後にレナードの名前を確認できない。
テニス競技生活からの引退後、レナードは実業家として多方面の事業を手掛けた。1915年からはニューヨークに定住し、証券仲買会社の「ムーア・レナード・リンチ」（Moore, Leonard & Lynch）を設立した。テニスとビジネスの分野で成功を収めたエドガー・ウェルチ・レナードは、ニューヨークの地で1948年10月7日に67歳で死去した。